# 148-as busz (Budapest)
A budapesti 148-as jelzésű autóbusz Csepel, Soroksári rév és Kőbánya-Kispest között közlekedik. A járatot az ArrivaBus üzemelteti.

## Története
2008. szeptember 6-án a Kőbánya-Kispest és Csepel, Határ utca között közlekedő 48-as buszjárat, illetve a Szent Imre tér – Hollandi út útvonalon közlekedő 52-es buszjárat összevonásra került, az új járat a 148-as jelzést kapta és Csepelen a Soroksári révig hosszabbodott. A 148-as útvonala megegyezik a korábbi 48-as Kőbánya-Kispest – Csepel, Szent Imre tér szakaszával és az 52-es teljes útvonalával. A 148-as busz az egykori 52-es Hollandi úti végállomása után a Hollandi úton haladva éri el a Soroksári rév végállomását.
2008. december 28-ától a KöKi Terminál bevásárlóközpont építési munkálatai miatt megszűnt a Kőbánya-Kispestnél lévő autóbusz-végállomás, helyette a buszok a korábbi P+R parkoló helyén kialakított ideiglenes végállomásra érkeztek. Az új autóbusz-végállomás elkészültével, 2011. október 4-én végpontját ide helyezték át.
2015. szeptember 1-jén a viszonylat üzemeltetését a VT-Arriva (2021 óta ArrivaBus) vette át.
2021. július 3-ától hétvégente és ünnepnapokon, majd 2021. július 12-étől 2022. április 30-áig minden nap első ajtós felszállás volt érvényben. 2022. május 1-jétől ismét csak hétvégén és ünnepnapokon, 2025. május 12-étől pedig munkanapokon 20 óra után is csak az első ajtón lehet felszállni, ahol a járművezető ellenőrzi az utazási jogosultságot.

## Útvonala
| Csepel, Soroksári rév felé |
| Kőbánya-Kispest M vá. – Déli bejáró út – Vak Bottyán utca – Szabó Ervin utca – Kossuth tér – Báthory utca – Ady Endre út – Hungária út – Kós Károly tér – Pannónia út – Zalaegerszeg utca – Határ út – Mártírok útja – Kossuth Lajos utca – Szent Imre herceg utca – Ferenc utca – Topánka utca – felüljáró – Gubacsi híd – Ady Endre út – Kossuth Lajos utca – Szent István út – Hollandi út – Csepel, Soroksári rév vá.                   |
| Kőbánya-Kispest felé |
| Csepel, Soroksári rév vá. – Hollandi út – Szent István út – II. Rákóczi Ferenc út – Szent Imre tér – Kossuth Lajos utca – Ady Endre út – Gubacsi híd – felüljáró – Topánka utca – Szent Erzsébet tér – Kossuth Lajos utca – Mártírok útja – Határ út – Zalaegerszeg utca – Pannónia út – Kós Károly tér – Hungária út – Ady Endre út – Kisfaludy utca – Simonyi Zsigmond utca – Vak Bottyán utca – Keleti bejáró út – Kőbánya-Kispest M vá. |

## Megállóhelyei
| 0  | Csepel, Soroksári rév végállomás                   | 49 | 71, 152 | |
| 1  | Csepel, Hollandi út                                | 47 | 71, 152 | |
| ∫  | Sáska utca                                         | 46 | | |
| 2  | Sólyom utca                                        | 45 | | |
| 3  | Árnyas utca (↓) Denevér utca (↑)                   | 45 | | |
| 4  | Királyerdei Művelődési Ház                         | 44 | | Királyerdei Művelődési Ház, Posta                                                                       |
| 5  | Repkény út                                         | 43 | | |
| 6  | Iszalag utca (↓) Szarka utca (↑)                   | 42 | | |
| 7  | Tölgyes út (↓) Pinty utca (↑)                      | 41 | | Óvoda, Iskola, Gimnázium                                                                                |
| 8  | Orgonás utca (↓) Borz út (↑)                       | 41 | | |
| 9  | Nyárfás utca (↓) Martinász utca (↑)                | 40 | | |
| 10 | Cseh Mihály utca (↓) Csepeli Mátyás utca (↑)       | 39 | | Iskola                                                                                                  |
| 11 | Sporttelep                                         | 38 | 71, 152 | Sporttelep                                                                                              |
| ∫  | Görgey Artúr tér                                   | 36 | 35, 36, 151, 152, 159 | Rendelőintézet, Posta, Csepel Plaza                                                                     |
| 13 | II. Rákóczi Ferenc út                              | ∫  | 36, 38, 38A, 71, 138, 159, 238, 278 | Rendelőintézet, Posta, Csepel Plaza                                                                     |
| 15 | Karácsony Sándor utca H                            | ∫  | 36, 38, 38A, 71, 138, 159, 179, 238, 278 672, 673, 674, 675, 676, 688, 690 | Bölcsőde, Óvoda, Iskola, Gimnázium                                                                      |
| ∫  | Karácsony Sándor utca                              | 35 | 35, 36, 151, 152, 159 | Bölcsőde, Óvoda, Iskola, Gimnázium                                                                      |
| 17 | Szent Imre tér H                                   | ∫  | 35, 36, 38, 38A, 71, 138, 151, 152, 159, 179, 238, 278 672, 673, 674, 675, 676, 688, 690 | Csepeli Polgármesteri Hivatal, Okmányiroda, XXI. Kerületi Rendőrség, Posta, Óvoda, Iskola, Gimnázium    |
| ∫  | Szent Imre tér                                     | 33 | 35, 36, 38, 38A, 71, 138, 151, 152, 159, 179, 238, 278 688, 690 | Csepeli Polgármesteri Hivatal, Okmányiroda, XXI. Kerületi Rendőrség, Posta, Óvoda, Iskola, Gimnázium    |
| 19 | Kossuth Lajos utca / Ady Endre út                  | 31 | 35, 36, 151, 179 | |
| 20 | Védgát utca                                        | 29 | 35, 36, 151 | Iskola                                                                                                  |
| 21 | Papírgyár                                          | 28 | 35, 36, 151 | Papírgyár                                                                                               |
| 23 | Sósfürdő                                           | 27 | 35, 36, 151 119 (Csepeli átjáró) | Pesterzsébeti Jódos-Sós Gyógy- és Strandfürdő                                                           |
| 25 | Pesterzsébet, Baross utca                          | 26 | 35, 36, 66E, 119, 151, 166, 224, 224E | Óvoda, Pesterzsébeti Múzeum                                                                             |
| 26 | Pesterzsébet, városközpont                         | 24 | 35, 66, 66B, 66E, 119, 166, 223E, 224, 224E | Pesterzsébeti Polgármesteri Hivatal, INTERSPAR áruház, McDonald’s étterem, Centrum Áruház, Penny Market |
| 28 | Ady Endre utca (Topánka utca)                      | 23 | 35, 66, 66B, 119, 166, 223E, 224, 224E 2B, 51, 52 | MOL benzinkút, Gaál Imre Galéria                                                                        |
| 29 | Szent Erzsébet tér                                 | 21 | 35, 66, 66B, 224 | Budapest-Pestszenterzsébeti Szent Erzsébet Főplébánia                                                   |
| 30 | Tátra tér                                          | 20 | 66, 66B, 224, 224E 2B, 51, 52 | Piac, Tátra Téri Általános Iskola, Tátra téri lakótelep                                                 |
| 32 | Kossuth Lajos utca / Mártírok útja                 | 18 | 66, 66B, 123, 123A | |
| 33 | Szigligeti utca                                    | 17 | 66, 66B, 123, 123A | |
| 35 | Mártírok útja / Határ út                           | 16 | 66, 66B, 123, 123A 3, 52 | |
| 37 | Nagykőrösi út / Határ út                           | 14 | 54, 55, 66, 66B, 66E, 84E, 89E, 94E, 123, 123A, 254E, 255E, 294E 3, 52 | |
| 38 | Álmos utca                                         | 12 | | |
| 39 | Thököly utca                                       | 11 | | |
| 40 | Pannónia út / Zalaegerszeg utca                    | 10 | | |
| 41 | Kós Károly tér (Pannónia út)                       | 9  | 99, 194, 194B | |
| ∫  | Kós Károly tér                                     | 8  | 99, 194, 194B | |
| 42 | Bárczy István tér                                  | 6  | | Óvoda, Iskola, Gimnázium                                                                                |
| 44 | Hungária út (Rendőrség)                            | 5  | 42 | XIX. Kerületi Rendőrség                                                                                 |
| 46 | Kisfaludy utca (↓) Ady Endre út (Báthory utca) (↑) | 3  | 68, 151, 268 42 | Templom, Posta                                                                                          |
| 48 | Simonyi Zsigmond utca (↓) Kispest, Kossuth tér (↑) | 2  | 68, 93, 93A, 132E, 136, 151, 268 50 | Kispesti Piac                                                                                           |
| 49 | Sós utca                                           | ∫  | 68, 93, 93A, 151, 268 | Kispesti Uszoda                                                                                         |
| 51 | Kőbánya-Kispest M végállomás                       | 0  | 68, 85, 85E, 93, 93A, 98, 98E, 132E, 136, 151, 182, 182A, 184, 193E, 200E, 202E, 268, 282E, 284E 575, 576, 577, 578, 580, 581 S21 S36 G43 S50 G50 Z50 IC, sebesvonat, gyorsvonat, expresszvonat P+R (KöKi Terminál) P+R (Kőbánya-Kispest) | KöKi Terminál, Autóbusz-állomás, Metróállomás, Vasútállomás                                             |